# بودجه نظامی ایران

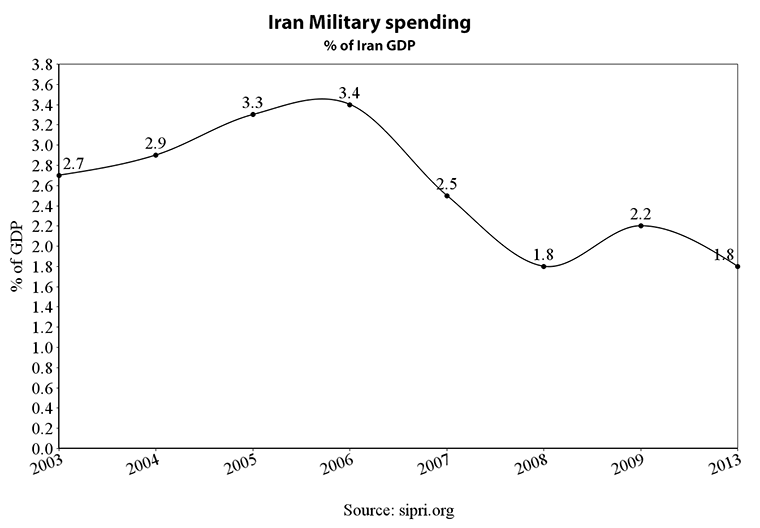
هزینه‌ی نظامی ایران براساس میزان درصد GDP

بودجه نظامی ایران بخشی از بودجه کل کشور است که برای تأمین مالی نیروهای مسلح جمهوری اسلامی ایران و وزارت دفاع و پشتیبانی نیروهای مسلح اختصاص می‌یابد.

## عوامل کمک کننده
سهم شاخه‌های نظامی در بودجه دفاعی ۲۰۲۰–۲۰۲۱، بر اساس محاسبات هنری روم
تحقیقات نشان می‌دهد که درآمد نفت عامل اصلی اقتصادی بر هزینه‌های نظامی ایران بوده و در دهه ۱۹۷۰ به «بازیافت دلارهای نفتی» منجر شده‌است.
مطالعه‌ای که به بررسی تأثیر تحریم‌ها علیه ایران بر هزینه‌های نظامی این کشور، بررسی سوابق تاریخی بین سال‌های ۱۹۶۰ تا ۲۰۱۷ و با استفاده از مدل تأخیر توزیع‌شده رگرسیون خودکار (ARDL) پرداخته‌است، نشان می‌دهد که تحریم‌های یکجانبه ایالات متحده تأثیر ناچیزی بر هزینه‌های ایران خواهد داشت. در حالی که تحریم‌های چند جانبه (که توسط سازمان ملل متحد و اتحادیه اروپا علاوه بر ایالات متحده اعمال می‌شود) از نظر آماری قابل توجه خواهد بود.

## برآوردها

### در دوران محمدرضا شاه (تا سال ۱۹۷۹)
بر اساس داده‌های گردآوری شده توسط شهرام چوبین و سپهر ذبیح، برآورد هزینه‌های نظامی ایران از سال ۱۹۶۰ تا ۱۹۷۲ به قیمت ثابت آن سال ۱۹۶۰ و با نرخ ارز همان سال به شرح زیر محاسبه می‌شود:
| سال  | هزینه تخمینی (میلیون دلار) | هزینه تخمینی (میلیون دلار) | هزینه تخمینی (میلیون دلار) | درصد تولید ناخالص داخلی | درصد تولید ناخالص داخلی | درصد تولید ناخالص داخلی |
| سال  | IISS                       | SIPRI                      | ACDA                       | IISS                    | SIPRI                   | ACDA                    |
| ---- | -------------------------- | -------------------------- | -------------------------- | ----------------------- | ----------------------- | ----------------------- |
| ۱۹۶۰ |                            | 166                        | 182.9                      |                         |                         |                         |
| ۱۹۶۱ | 147.6                      |                            | 181                        |                         |                         | 4.4                     |
| ۱۹۶۲ | 125                        | 186                        | 180.1                      |                         |                         | 4.1                     |
| ۱۹۶۳ | 170                        | 191                        | 183                        |                         |                         | 3.9                     |
| ۱۹۶۴ | 195                        | 233                        | 201.2                      | 4.1                     |                         | 4.6                     |
| ۱۹۶۵ | 217                        | 227                        | 250.11                     | 3.8                     |                         | 3.8                     |
| ۱۹۶۶ | 255                        | 322                        | 285                        | 3.9                     |                         | 5.0                     |
| ۱۹۶۷ | 480                        | 440                        | 366.3                      | 4.9                     |                         | 5.9                     |
| ۱۹۶۸ | 495                        | 553                        | 465.7                      | 5.6                     |                         | 6.9                     |
| ۱۹۶۹ | 594                        | 648                        | 536.9                      | 5.0                     |                         | 7.1                     |
| ۱۹۷۰ | 779                        | 833                        | 619.5                      | 7.1                     |                         | 8.2                     |
| ۱۹۷۱ | 1023                       |                            | 686.7                      | 8.5                     |                         |                         |
| ۱۹۷۲ | 1,915                      |                            |                            |                         |                         |                         |

مرتضی قره‌باغیان بر اساس اجماع مرکز آمار ایران و موضوعات مختلف SIPRI جدول زیر را تهیه کرده‌است:
| سال  | هزینه کرد (میلیون دلار) | جمعیت (میلیون) | سرانه | درصد تولید ناخالص داخلی |
| ---- | ----------------------- | -------------- | ----- | ----------------------- |
| ۱۹۵۰ | 212                     | 15.8           | 13.4  |                         |
| ۱۹۵۵ | 291                     | 18.7           | 15.6  |                         |
| ۱۹۶۰ | 577                     | 21.3           | 27.1  | 4.3                     |
| ۱۹۶۵ | 862                     | 24.8           | 34.6  | 4.9                     |
| ۱۹۷۰ | 1,906                   | 29.2           | 65.3  | 6.6                     |
| ۱۹۷۵ | 10,168                  | 33.3           | 304.4 | 13.1                    |
| ۱۹۷۶ | 11,031                  | 33.7           | 327.3 | 12.5                    |
| ۱۹۷۷ | 8902                    | 34.3           | 230.4 | 10.8                    |
| ۱۹۷۸ | 9500                    | 35.1           | 270.6 | 13.0                    |

### برآوردهای سالانه SIPRI از سال ۱۹۶۰
منبع: پایگاه اطلاعات هزینه‌های نظامی SIPRI
| سال  | به‌قیمت دلار آن‌سال ($ میلیون دلار) | به‌قیمت دلار درسال ۲۰۱۹ ($ میلیون دلار) | % چند درصد از GDP | % چند درصد از بودجه کشور |
| ---- | --------------------------------- | -------------------------------------- | ----------------- | ------------------------ |
| ۱۹۶۰ | ۹۸٫۷                              | ۶۹۲                                    | ۲٫۳٪              |                          |
| ۱۹۶۱ | ۱۰۵٫۹                             | ۷۲۰                                    | ۲٫۳٪              |                          |
| ۱۹۶۲ | ۱۰۹٫۹                             | ۷۴۱                                    | ۲٫۳٪              |                          |
| ۱۹۶۳ | ۱۲۸٫۷                             | ۸۶۵                                    | ۲٫۶٪              |                          |
| ۱۹۶۴ | ۱۵۵٫۴                             | ۱۰۰۶                                   | ۲٫۹٪              |                          |
| ۱۹۶۵ | ۲۰۰٫۰                             | ۱۲۶۸                                   | ۳٫۲٪              |                          |
| ۱۹۶۶ | ۲۵۶٫۱                             | ۱۶۲۹                                   | ۳٫۸٪              |                          |
| ۱۹۶۷ | ۳۳۱٫۰                             | ۲۰۷۳                                   | ۴٫۵٪              |                          |
| ۱۹۶۸ | ۴۳۷٫۳                             | ۲۷۲۰                                   | ۵٫۲٪              |                          |
| ۱۹۶۹ | ۵۶۶٫۰                             | ۳۳۹۸                                   | ۶٫۰٪              |                          |
| ۱۹۷۰ | ۶۲۰٫۱                             | ۳۶۶۲                                   | ۵٫۹٪              |                          |
| ۱۹۷۱ | ۴۰۲٫۳                             | ۲۲۸۰                                   | ۳٫۰٪              |                          |
| ۱۹۷۲ | ۳۷۱٫۹                             | ۱۹۸۱                                   | ۲٫۳٪              |                          |
| ۱۹۷۳ | ۴۸۰٫۹                             | ۲۱۲۱                                   | ۱٫۹٪              |                          |
| ۱۹۷۴ | ۳۸۷۷٫۹                            | ۱۴۷۰۲                                  | ۸٫۸٪              |                          |
| ۱۹۷۵ | ۵۹۵۱٫۰                            | ۱۹۹۹۱                                  | ۱۲٫۱٪             |                          |
| ۱۹۷۶ | ۷۱۸۶٫۳                            | ۲۲۵۲۷                                  | ۱۱٫۲٪             |                          |
| ۱۹۷۷ | ۷۶۱۷٫۲                            | ۱۸۸۶۵                                  | ۱۰٫۲٪             |                          |
| ۱۹۷۸ | ۸۱۱۳٫۷                            | ۱۷۹۵۰                                  | ۱۱٫۱٪             |                          |
| ۱۹۷۹ | ۴۹۹۳٫۸                            | ۹۹۹۹                                   | ۵٫۸٪              |                          |
| ۱۹۸۰ | ۴۸۷۴٫۹                            | ۸۱۰۷                                   | ۵٫۳٪              |                          |
| ۱۹۸۱ | ۸۱۲۱٫۶                            | ۱۲۰۶۲                                  | ۸٫۲٪              |                          |
| ۱۹۸۲ | ۹۷۰۳٫۵                            | ۱۲۹۶۰                                  | ۷٫۹٪              |                          |
| ۱۹۸۳ | ۱۰۵۵۰٫۴                           | ۱۲۱۵۵                                  | ۷٫۱٪              |                          |
| ۱۹۸۴ | ۹۹۲۶٫۳                            | ۱۰۵۹۴                                  | ۶٫۴٪              |                          |
| ۱۹۸۵ | ۱۰۷۰۶٫۴                           | ۱۱۰۷۰                                  | ۶٫۵٪              |                          |
| ۱۹۸۶ | ۱۱۷۴۱٫۴                           | ۸۸۶۸                                   | ۶٫۱٪              |                          |
| ۱۹۸۷ | ۱۵۲۶۳٫۴                           | ۸۱۳۵                                   | ۵٫۹٪              |                          |
| ۱۹۸۸ | ۱۸۸۸۹٫۰                           | ۷۵۲۰                                   | ۶٫۳٪              |                          |
| ۱۹۸۹ | ۱۶۳۰۱٫۸                           | ۵۵۶۲                                   | ۴٫۶٪              |                          |
| ۱۹۹۰ | ۱۶۴۷۴٫۴                           | ۴۹۳۸                                   | ۲٫۲٪              | ۱۴٫۵٪                    |
| ۱۹۹۱ | ۱۷۵۴۹٫۶                           | ۴۴۵۲                                   | ۲٫۹٪              | ۱۲٫۵٪                    |
| ۱۹۹۲ | ۱۹۷۳۲٫۶                           | ۳۸۶۴                                   | ۱٫۸٪              | ۹٫۹٪                     |
| ۱۹۹۳ | ۱۴۴۸٫۲                            | ۴۵۲۵                                   | ۱٫۷٪              | ۵٫۱٪                     |
| ۱۹۹۴ | ۱۷۰۳٫۲                            | ۵۵۸۴                                   | ۲٫۱٪              | ۷٫۶٪                     |
| ۱۹۹۵ | ۲۵۰۱٫۵                            | ۵۴۷۸                                   | ۲٫۲٪              | ۸٫۵٪                     |
| ۱۹۹۶ | ۳۵۵۱٫۰                            | ۶۰۴۱                                   | ۲٫۲٪              | ۱۰٫۶٪                    |
| ۱۹۹۷ | ۴۶۴۲٫۴                            | ۶۷۳۸                                   | ۲٫۵٪              | ۱۱٫۹٪                    |
| ۱۹۹۸ | ۵۴۷۹٫۴                            | ۶۷۴۳                                   | ۲٫۶٪              | ۱۲٫۹٪                    |
| ۱۹۹۹ | ۶۶۵۰٫۳                            | ۶۸۲۱                                   | ۲٫۴٪              | ۱۲٫۶٪                    |
| ۲۰۰۰ | ۸۳۲۷٫۱                            | ۷۵۰۹                                   | ۲٫۳٪              | ۱۴٫۰٪                    |
| ۲۰۰۱ | ۱۰۳۷۸٫۸                           | ۸۳۵۹                                   | ۲٫۴٪              | ۱۴٫۵٪                    |
| ۲۰۰۲ | ۳۲۴۳٫۹                            | ۸۹۹۸                                   | ۲٫۲٪              | ۱۰٫۹٪                    |
| ۲۰۰۳ | ۳۷۱۷٫۱                            | ۱۰۵۰۲                                  | ۲٫۴٪              | ۱۲٫۱٪                    |
| ۲۰۰۴ | ۵۲۴۳٫۶                            | ۱۳۵۷۱                                  | ۲٫۸٪              | ۱۵٫۲٪                    |
| ۲۰۰۵ | ۶۷۹۶٫۷                            | ۱۶۱۳۸                                  | ۳٫۰٪              | ۱۴٫۱٪                    |
| ۲۰۰۶ | ۸۷۵۱٫۵                            | ۱۹۳۲۳                                  | ۳٫۳٪              | ۱۴٫۲٪                    |
| ۲۰۰۷ | ۹۳۳۰٫۹                            | ۱۷۷۶۹                                  | ۲٫۷٪              | ۱۴٫۰٪                    |
| ۲۰۰۸ | ۱۱۰۸۲٫۰                           | ۱۷۰۹۵                                  | ۲٫۷٪              | ۱۲٫۶٪                    |
| ۲۰۰۹ | ۱۲۵۸۴٫۶                           | ۱۷۸۸۶                                  | ۳٫۰٪              | ۱۵٫۳٪                    |
| ۲۰۱۰ | ۱۳۵۶۱٫۳                           | ۱۸۲۰۰                                  | ۲٫۸٪              | ۱۵٫۲٪                    |
| ۲۰۱۱ | ۱۴۲۷۷٫۷                           | ۱۵۷۰۸                                  | ۲٫۴٪              | ۱۳٫۰٪                    |
| ۲۰۱۲ | ۱۶۴۹۴٫۰                           | ۱۶۳۵۴                                  | ۲٫۸٪              | ۱۹٫۳٪                    |
| ۲۰۱۳ | ۱۱۹۹۷٫۲                           | ۱۳۱۷۰                                  | ۲٫۲٪              | ۱۵٫۶٪                    |
| ۲۰۱۴ | ۹۹۰۱٫۱                            | ۱۳۱۳۱                                  | ۲٫۳٪              | ۱۴٫۸٪                    |
| ۲۰۱۵ | ۱۰۵۸۸٫۸                           | ۱۳۹۶۲                                  | ۲٫۸٪              | ۱۵٫۴٪                    |
| ۲۰۱۶ | ۱۲۲۶۴٫۰                           | ۱۶۰۲۸                                  | ۳٫۰٪              | ۱۵٫۲٪                    |
| ۲۰۱۷ | ۱۳۹۳۱٫۲                           | ۱۸۰۳۴                                  | ۳٫۱٪              | ۱۶٫۰٪                    |
| ۲۰۱۸ | ۱۱۲۳۰٫۹                           | ۱۵۲۵۷                                  | ۲٫۵٪              | ۱۳٫۹٪                    |
| ۲۰۱۹ | ۱۲۵۲۸٫۵                           | ۱۲۵۲۸                                  | ۲٫۱٪              | ۱۲٫۶٪                    |
| ۲۰۲۰ | ۱۵۸۲۵٫۱                           | ۱۲۱۵۱                                  | ۲٫۲٪              | ۱۱٫۷٪                    |